# Territorio Norte de Baja California
El Territorio Norte de Baja California fue un territorio federal mexicano existente de 1931 a 1952, abarcaba al actual estado de Baja California. Históricamente es la sucesora del territorio de Baja California junto con el territorio Sur de Baja California.

## Historia
En diciembre de 1930 el congreso de la unión modificó el artículo 43 de la constitución separando la península de Baja California en dos territorios: Norte de Baja California y Sur de Baja California. La frontera entre ambas se definió en el paralelo 28° de latitud norte.
Aunque haya sido la designación oficial más corta de Baja California antes de convertirse en la entidad número 29, ocurrieron durante este periodo cambios importantes en la naturaleza económica y política, ligados principalmente a la Segunda Guerra Mundial. Aunque hubo importantes transformaciones en materia pesquera, iniciándose la captura de nuevas especies en nuevas zonas del Alto Golfo, y la actividad turística comenzó a cimentarse, la prosperidad que aportó el episodio algodonero a partir de la agroindustria del Valle de Mexicali, facilitaron un crecimiento demográfico y económico de la entidad nunca antes visto.
El apoyo popular y las clientelas políticas que construyó el diputado federal y posteriormente candidato a la gubernatura Braulio Maldonado Sández reflejó todos los cambios ocurridos en este periodo.

### Conversión en estado
Desde 1939 se crearon varios grupos políticos que fomentaban la conversión del territorio en estado de la república mexicana. El 15 de noviembre de 1951 el presidente Miguel Alemán Valdés envió al congreso de la unión una propuesta de reforma a los artículos 43 y 45 de la constitución para transformar al territorio norte de Baja California en el Estado Libre y Soberano de Baja California. El decreto fue aprobado el 31 de diciembre del mismo año y publicado en el diario oficial de la federación el 16 de enero de 1952. El último jefe político del territorio, Alfonso García González, fue designado como gobernador provisional del recién creado estado.